# Nalbach
Nalbach – miejscowość i gmina w zachodnich Niemczech, w kraju związkowym Saara, w powiecie Saarlouis.

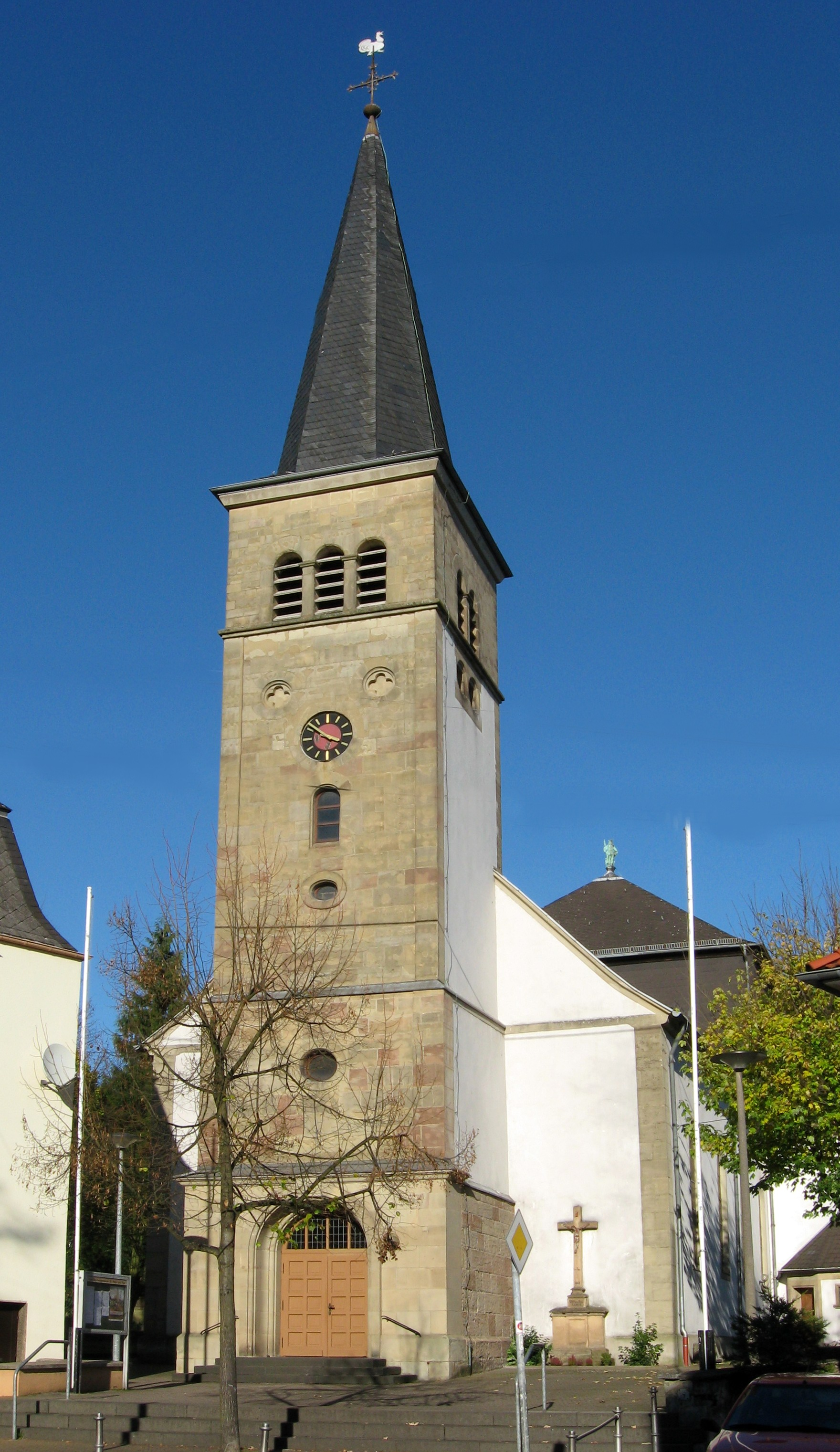
Kościół pw. św. Piotra i Pawła (St. Peter und Paul)

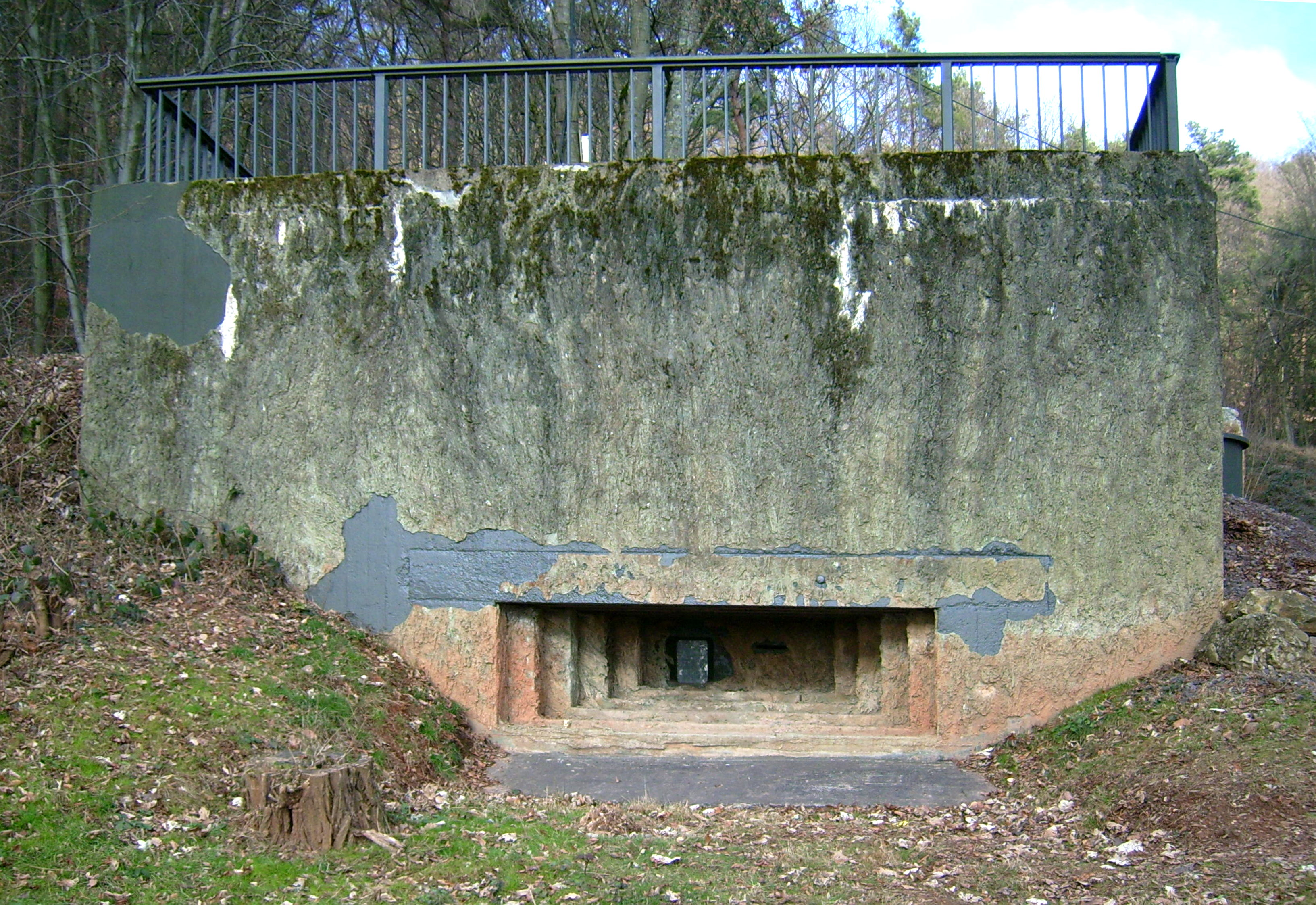
Bunkier Litermont

## Geografia
Gmina leży w dolinie rzeki Prims.
Gmina ma powierzchnię 22,43 km², zamieszkuje ją 9181 osób (2010).
Nalbach położone jest ok. 22 km na północny zachód od Saarbrücken, ok. 175 km na południe od Kolonii i ok. 55 km na południowy wschód od Luksemburga.

## Dzielnice
W skład gminy wchodzą cztery dzielnice: 
- Nalbach
- Piesbach
- Bilsdorf
- Körprich

## Historia
Pierwsze wiarygodne wzmianki o miejscowości pochodzą z 953. Rozgłos gminie dały wydarzenia z 1965/1966, po silnych opadach deszczu na dzielnicę Körprich osunęła się część góry Hoxberg i 18 domów zostało całkowicie zniszczonych. Począwszy od 2006 podobne sytuacje zaczęły się powtarzać jako wynik rozwijającego się wydobycia węgla kamiennego.

## Religia
W Nalbach od XVIII wieku do 1938–1940 istniała mała gmina żydowska, w 1854 została założona synagoga. Świątynia została zniszczona w 1938 i zburzona na przełomie 1950/1951.
Na terenie gminy znajdują się obecnie cztery parafie katolickie, każda dzielnica posiada swoją parafię: Nalbach – pw. św. Piotra i Pawła (St. Peter und Paul), Piesbach – pw. św. Jana Chrzciciela (St. Johannes der Täufer), Bilsdorf – pw. Najświętszego Serca Jezusowego (Herz Jesu) i Körprich – pw. św. Michała (St. Michael). Gmina należy do ewangelickiej parafii Dillingen.

## Polityka
Wójtem od 2002 jest Patrick Lauer z SPD.

### Rada gminy
Rada gminy składa się z 27 członków:
|  |         | CDU | SPD | FBL | Razem |
|  | Miejsca | 8   | 17  | 2   | 27    |

## Zabytki i atrakcje
- góra Hoxberg

Körprich
- latolicki kościół parafialny pw. św. Michała (St. Michael)
- kaplica

Nalbach
- bunkier Litermont, umocnienie na linii Zygfryda, 1938
- krzyż na Litermont, z 1852, autorstwa Johanna Beckera
- wieża na Litermont, do użytku alfabetu semaforowego
- katolicki kościół parafialny pw. św. Piotra i Pawła (St. Peter und Paul), wybudowany w latach 1764–1767 według projektów Petera Pauliego, nawa i chór z 1861, przebudowany w 1927

Piesbach
- krzyż przy Hauptstraße, 1821
- dom mieszkalny przy Rosengartenstraße 16, 1578
- katolicki kościół parafialny pw. Jana Chrzciciela (St. Johannes der Täufer)

## Komunikacja
Przez teren gminy przebiega droga krajowa B269, w jej pobliżu znajduje się autostrada A8 (zjazd 12 Nalbach). Znajdują się tutaj dwie nieużywane stacje kolejowe: Nalbach i Körprich, leżą na nieczynnym odcinku linii Primstal.

## Osoby urodzone w Nalbach
- Jakob Anton Ziegler, (ur. 15 czerwca 1893; zm. 12 maja 1944 w KL Dachau), ksiądz katolicki
- Edmund Hein, (ur. 13 sierpnia 1940), polityk (CDU), ministre finansów Saary
- Roland Henz, (ur. 12 grudnia 1949), prezydent Saarlouis
- Peter Bilsdorfer (ur. 22 września 1951), prawnik